# Ctenota ruficornis
Ctenota ruficornis är en tvåvingeart som först beskrevs av Wulp 1899.  Ctenota ruficornis ingår i släktet Ctenota och familjen rovflugor.
Artens utbredningsområde är Sydjemen. Inga underarter finns listade i Catalogue of Life.